# Colón Fútbol Club (Ecuador)
El Colón Fútbol Club fue un equipo de fútbol profesional de la ciudad de Portoviejo, provincia de Manabí, Ecuador. Fue fundado el 19 de junio de 2008. Jugó durante las temporadas 2016 y 2017 en la Serie B de Ecuador llegando a alcanzar el último puesto en el torneo de ascenso.
Estuvo afiliado a la Asociación de Fútbol No Amateur de Manabí, hasta que por insolvencias económicas, sueldos impagos, fueron desafiliados de la FEF. Posteriormente el club fue disuelto.

## Historia
El club comenzó su recorrido en el fútbol profesional en el año 2008, más exactamente el 19 de junio de ese año donde fue registrado en la Federación Ecuatoriana de Fútbol, en Portoviejo, más exactamente en la parroquia Colón se encuentra la sede del club, el equipo se funda con la intención de fomentar la práctica del deporte y formar deportistas jóvenes de la provincia de Manabí, su nombre se debe al lugar donde se encuentra la sede del club, la parroquia Colón.
Desde el comienzo de sus participaciones en los torneos de Segunda Categoría provincial o también en la etapa zonal, el equipo mostró un juego agradable al hincha, primero en los torneos provinciales y luego en la temporada 2015 ya en la etapa zonal y nacional. Esta temporada será recordada de manera especial porque además de ser la temporada del ascenso a la Serie B, se presentó un hecho histórico en el fútbol ecuatoriano.
Dicho partido válido por el torneo de Segunda Categoría de Manabí se jugó el 13 de mayo de 2015, en el Estadio 30 de Septiembre a las 16:00, el rival fue el Club Social y Deportivo del Valle, que hacía las veces de local en ese escenario deportivo, el equipo de Colón FC al final le propinó una reverenda goleada de 31 a 0, dicha tarde los autores de los goles fueron: Fabri Caicedo con 12 goles, Cristhian Romero 5 goles, Víctor Valle 3 goles y Bryan Ortíz 2 goles. Este marcador quedará en la historia del fútbol ecuatoriano como una de las mayores goleadas que se presentaron en el fútbol profesional del Ecuador.
Pero es en la temporada 2015 donde consigue su mejor participación en el torneo de Segunda Categoría al conseguir el anhelado ascenso, después de una participación espléndida desde la etapa provincial hasta el cuadrangular final donde terminó en el segundo lugar recibiendo el subcampeonato después de iniciar un gran proceso llamado por la dirigencia "Proyecto Colón FC" se logró tener un final feliz, el equipo mostró jerarquía durante todas las etapas. Finalmente en el cuadrangular final disputó el ascenso con el Clan Juvenil, Deportivo Otavalo y Pelileo SC. saliendo victorioso junto con el equipo sangolquileño.
Para su primera temporada en la Serie B, la dirigencia armó un equipo con base en jugadores experimentados como de jugadores jóvenes, también se ratificó algunos jugadores que consiguieron el ascenso, la intención de esta primera temporada en Serie B es mantenerse en la categoría, se contrataron por primera vez en la historia del club jugadores extranjeros como Clodoaldo Rocha, Ricardo André y Wesley Martins; jugadores como Luis Macías fueron parte del plantel; su partido de presentación lo hizo frente al Delfín Sporting Club de Manta en la denominada 'Tarde Rojo y Blanco', el partido se lo jugó en el Estadio Reales Tamarindos de Portoviejo, que también es la otra sede del club para sus partidos de local, el marcador final fue 0 : 0 donde se presentó a la afición la plantilla para la temporada 2016, el primer partido del torneo 2016 de Serie B lo jugó en el Estadio Olímpico de Riobamba ante el Centro Deportivo Olmedo y como resultado final el marcador empatado a un gol.
El equipo mantiene una rivalidad especial con el Club Social y Deportivo Colón, también de la ciudad de Portoviejo y la parroquia Colón y con el cual disputan el clásico, también ya en Serie B ha desarrollado una rivalidad con Liga Deportiva Universitaria de Portoviejo el principal equipo de la ciudad. El equipo pasó momentos duros también como por ejemplo el 16 de abril de 2016 cuando momentos previos a su encuentro con Liga de Portoviejo el Terremoto de Ecuador de 2016 sacudió el estadio Reales Tamarindos.

## Autoridades
Su directiva está conformada por el presidente, vicepresidente, el vecretario, el tesorero y el coordinador; su presidente es el Sr. Marlon Alvarado, como vicepresidente el Sr. José Zambrano, como secretario el Sr. Jhonny Cuenca y como tesorera la Sra. Sadith Segovia.